# 루스쓰촌
루스쓰촌(일본어: 留寿都村)은 일본 홋카이도 시리베시 종합진흥국 관내의 아부타군에 속한 촌이다.
지명은 아이누어의 ‘르 스트’(ル・スツ, 길이 산의 기슭에 있다는 의미)에서 유래했다.

## 지리
홋카이도 중서부에 있고 도야호 북쪽, 성층화산의 지형이 아름다운 요테이산 기슭, 시리베쓰강 수계의 맛카리강·지라이베쓰강 유역에 위치한다.

### 인접한 자치체
- 시리베시 종합진흥국
  - 아부타군 기모베쓰정, 맛카리촌

- 이부리 종합진흥국
  - 다테시
  - 아부타군 도야코정

## 역사
- 1897년 - 아부타촌(현 도야코정)에서 맛카리촌이 분리되었다.
- 1901년 - 맛카리촌의 일부가 가리부토촌(현 니세코정)으로 분리되었다.
- 1917년 - 맛카리촌의 일부가 기모베쓰촌(현 기모베쓰정)으로 분리되었다.
- 1922년 - 맛카리촌의 일부가 맛카리베쓰촌으로 분리되었다.
- 1925년 2월 1일 - 맛카리촌이 루스쓰촌으로 개칭하였다.

## 산업
감자, 아스파라거스, 무를 생산한다.

## 교통

### 도로
- 국도 230호선